# Independence (Schiff, 2010)
Die Independence, auch USS Independence (Kennung: LCS-2), war ein Littoral Combat Ship (Fregatte) und Typschiff der gleichnamigen Klasse der United States Navy. Das Schiff ist die sechste Einheit dieses Namens in der amerikanischen Marine.

## Geschichte
Der Bauauftrag für die spätere Independence wurde am 14. Oktober 2005 vergeben. Das Schiff wurde am 19. Januar 2006 bei der Werft Austal USA in Mobile im Bundesstadt Alabama auf Kiel gelegt. Der Stapellauf erfolgte am 28. April 2008 und die Indienststellung am 16. Januar 2010.
Am 31. Juli 2021 wurde das Schiff, nach etwas über elf Dienstjahren, außer Dienst gestellt und am 15. September 2022 aus der Flottenliste gestrichen.